# Río Pambre
El río Pambre es un río del noroeste de la península ibérica que discurre por las provincias de La Coruña y Lugo, en Galicia, España.

## Curso
El Pambre nace en la confluencia del rego de Gándaras y el rego de Laia, cerca de Ponterrosa, municipio de Palas de Rey. Constituye el límite entre los municipios de Mellid y Palas de Rey y el de las provincias de Lugo y La Coruña.
Es un gran río truchero[cita requerida] siendo famosa su especie fuera de su región. Cuenta con un gran número de molinos, siendo uno de los más famosos el del mismo nombre, el molino de Pambre. En el margen derecho se encuentra el balneario de Pambre, a escasos metros del cauce del río; en el margen izquierda se encuentra el castillo de Pambre, situado muy cerca de su desembocadura en el río Ulla.
En su curso es atravesado por el puente de Campaña, el puente de Sambreixo, el puente de Pambre y el puente de Macara, cerca de la desembocadura.